# نمودار دما-زمان-دگرگونی

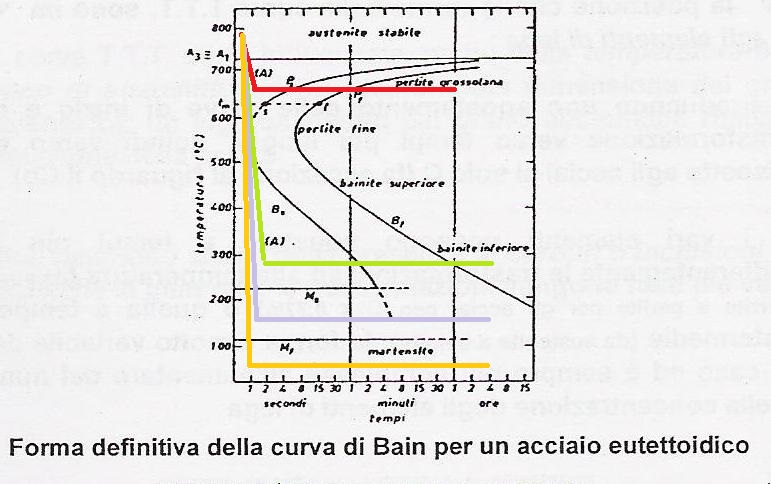

نمودارهای دگرگونی ایزوترمال (Isothermal Transformation Diagram) که به آن نمودارهای دما-زمان-دگرگونی نیز گفته می‌شود، در واقع نمودارهایی هستند که در آنها دما بر حسب زمان رسم شده و هر نقطه از نظر مقدار و نوع استحاله قابل تفسیر است. معمولاً در محور افقی زمان بصورت لگاریتمی نشان داده می‌شود. برای رسم این نمودار ابتدا نمودار درصد استحاله نسبت به زمان رسم می‌شود و بعد با توجه به آن، این نمودار را بدست می‌آورند.
این نمودار فقط برای ترکیب مشخصی از مواد قابل استفاده است و هنگامی اعتبار دارد که دما ثابت نگه داشته شود و سرعت سرد کردن زیاد باشد. تفاوت اصلی این نمودار با دیاگرام‌های فازی در این است که دیاگرام‌های فازی در شرایط تعادل ترمودینامیکی رسم می‌شود و زمان در واقع بینهایت فرض می‌شود، درحالیکه در شرایط واقعی زمان عامل تعیین‌کننده ای است و بنابراین باید در نمودار لحاظ شود. اگرچه این نمودار معمولاً برای نشان دادن سینتیک دگرگونی فولاد‌ها مورد استفاده قرار می‌گیرد، اما می‌توان از آن برای توصیف سینتیک تبلور در سرامیک‌ها یا مواد دیگر نیز استفاده نمود.

## تفسیر نمودار

نمودار دما-زمان-دگرگونی فولاد یوتکتوئیدی

ساده‌ترین نوع نمودارهای دما-زمان-دگرگونی مربوط به فولادهای کربنی ساده یوتکتوئیدی است.
منحنی این نمودار با خصوصیات مکانیکی، ریزساختارها و عملیات حرارتی در فولادهای کربنی مرتبط است. استحاله‌های فازی تحت تأثیر نفوذ مانند تبدیل آستنیت به سمانتیت و فریت را می‌توان با استفاده از منحنی سیگموئیدی توضیح داد. همان‌طور که در تصویر مشخص است، خط افقی بالا بیانگر دمای یوتکتوئید، منحنی قرمز رنگ شروع استحاله و منحنی آبی اتمام استحاله را نشان می‌دهد.
با کاهش دما، سرعت جوانه زنی افزایش و سرعت رشد ریزسازه‌ها کاهش می‌یابد تا به دماغهٔ نمودار که منطقه ای بحرانی است، برسد. در حد فاصل آستنیت پایدار و این دماغه، پرلیت که ترکیبی لایه لایه از سمانتیت و فریت است تشکیل می‌شود. ضخامت لایه‌های فریت و سمانتیت بستگی به دمایی دارد که در آن تبدیل ایزوترمال در حال رخ دادن است.
اگر دما نزدیک به دمای یوتکتوئید باشد و به عبارتی کاهش دما اندک باشد، لایه‌ها نسبتاً ضخیم خواهند بود و به ریزساختار حاصل پرلیت درشت یا پرلیت خشن گفته می‌شود. اگر کاهش دما بیشتر باشد و دمای استحاله به دماغه نزدیک تر باشد، لایه‌ها نازک‌تر خواهند بود. به ریزساختار نهایی پرلیت ریز یا پرلیت ظریف می‌گویند.
اگر کاهش دما به قدری زیاد باشد که دماغه را رد کند، ساختار جدیدی ایجاد می‌شود که باینیت (Bainite) نام دارد. این ساختار نامتعادل است و طی فرایند استحالهٔ تحت اثر نفوذ ایجاد می‌شود. در این ساختار سمانتیت بر خلاف آنکه در پرلیت بصورت لایه ای وجود داشت، به شکل تیغه‌های کوچکی پراکنده شده که باعث استحکام بخشی بیشتری نسبت به پرلیت می‌شود. در واقع این تیغه‌ها مانع حرکت نابه جایی‌ها و درنتیجه کاهش شکل‌پذیری ساختار می‌شود.
نکتهٔ قابل توجه آن است که دو ریزساختار باینیت و پرلیت با یکدیگر در رقابت هستند ولی زمانی که آستنیت به یکی از آن‌ها تغییر شکل پیدا کرد، بدون گرم شدن مجدد نمی‌توان ساختار دیگر و خود آستنیت را ایجاد کرد. حال اگر به یکی از این دو ساختار گرما و زمان بدهیم ریز ساختار جدیدی تحت عنوان اسفرودیت (Spheroidite) تشکیل می‌شود. این ساختار بدین شکل است که سمانتیت موجود در پرلیت یا باینیت با گرم شدن به شکل کره‌هایی در زمینهٔ فریت در می‌آیند. علت این شکل کروی کمینه بودن انرژی سطحی به حجمیست که مانند نیروی محرکه برای این استحاله عمل می‌کند. این دگرگونی فاز به این خاطر رخ می‌دهد که بالا رفتن دما بر نفوذ کربن تأثیر می‌گذارد و آن را تسهیل و تسریع می‌بخشد.

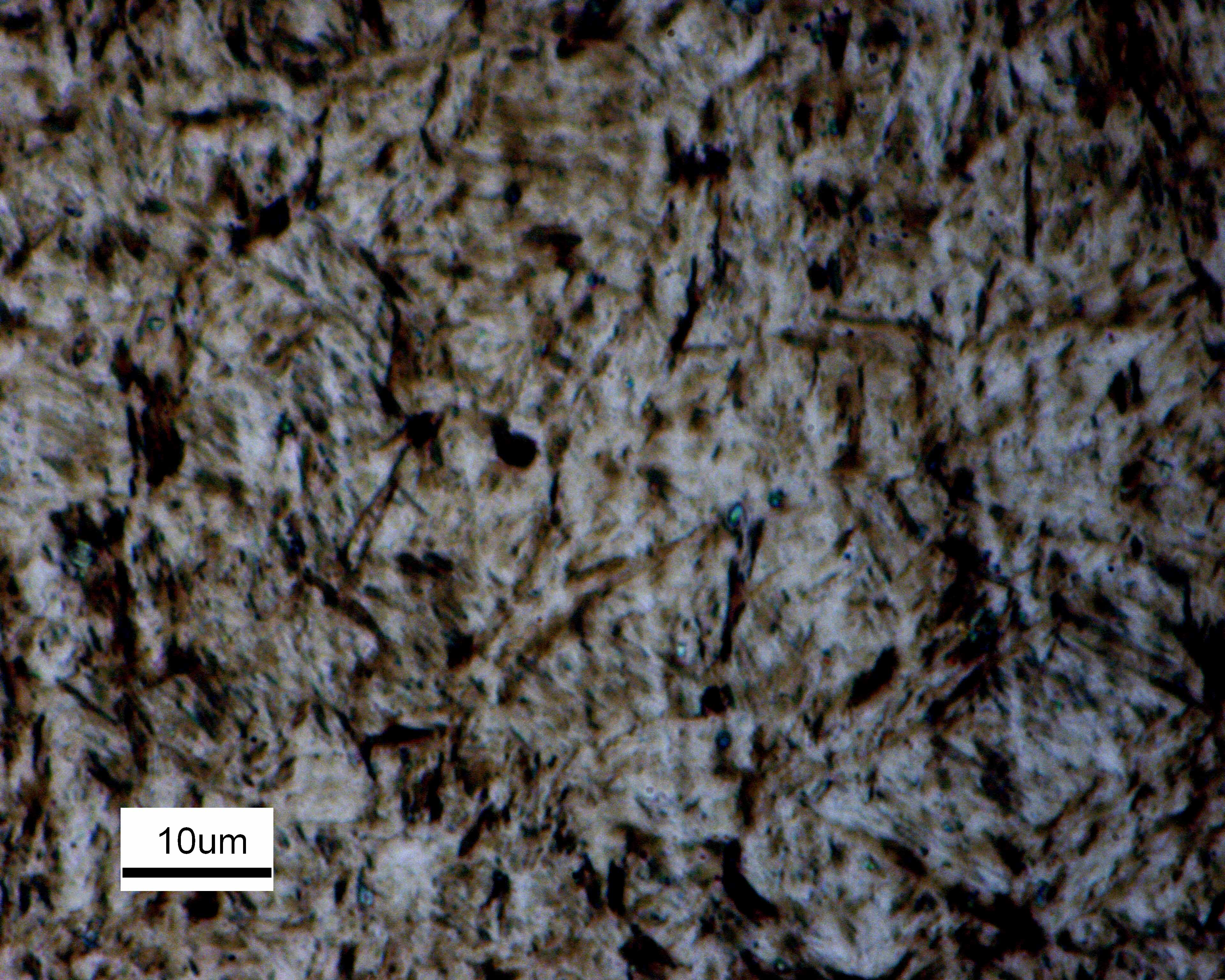
مارتنزیت

در برخی شرایط سرد کردن و کاهش دما به قدری است که ریز ساختار حاصل نه پرلیت است و نه باینیت، بلکه ساختاری تک فاز و نامتعادل به شکل BCT است که به مارتنزیت شهرت دارد. مارتنزیت سخت‌ترین، مقاوم‌ترین و تردترین ریزساختار است که قابلیت چکش خواری ناچیزی دارد. فرایند ایجاد مارتنزیت استحالهٔ بدون نفوذ است که زمان در آن اثرگذار نیست و در نمودار دما-زمان-دگرگونی به شکل خط افقی دیده می‌شود که هر چه دمای کمتری داشته باشیم، درصد بیشتری مارتنزیت هم در نهایت خواهیم داشت. در واقع استحالهٔ متأثر از نفوذ فقط می‌تواند منجر به تشکیل پرلیت و باینیت شود ولی کاهش دما در ایجاد مارتنزیت به حدی است که فرصت نفوذ را به کربن نمی‌دهد.
استحکام مارتنزیت بنابر دلایل زیر از سایر ریزساختارهای مطرح شده تا به اینجا بیشتر است:
- ساختار کریستالی آن BCT است که صفحات لغزشی کمی دارد و امکان حرکت نابه جایی‌ها در آن فراهم نیست.
- تیغه‌های سمانتیتی موجود در آن مانند مرز دانه عمل می‌کند و باعث قفل شدن حرکت نابه جایی‌ها می‌شود.
- اتم‌های کربن موجود در این ساختار از طریف محلول جامد سبب استحکام بخشی ساختار می‌شود.

پس از کوئنچ کردن (سرد کردن سریع) ماتنزیت ایجاد شده بسیار شکننده است و معمولاً دارای تنش‌های داخلی می‌باشد و به همین دلیل برای بسیاری از کاربردها قابل استفاده نمی‌باشد. نرمی، چقرمگی و انعطاف‌پذیری مارتنزیت معمولاً با عملیات حرارتی تمپر بهبود یافته و تنش‌های داخلی آزاد می‌گردد. (تنش‌های داخلی با گرم کردن تا ۲۰۰°C نیز ممکن است آزاد شوند) مارتنزیت بعد از تمپر شدن به جای تک فاز BCT، به فریت و سمانتیت تبدیل می‌شود که ابعاد ذرات سمانتیت تابع شرایط عملیات حرارتی همچون افزایش دما و افزایش نفوذ کربن است.

## تأثیر عناصر دیگر
با تغییر درصد کربن موقعیت خطوط همراه با نقاط شروع و پایان دگرگونی‌ها تعییر کرده و فازهای جدید در نمودار ظاهر می‌شود. به عنوان مثال اضافه شدن بیشتر از سه درصد کروم به فولاد باعث می‌شود که نواحی تشکیل پرلیت و بینیت کاملاً از هم جدا شوند. در حالیکه نیکل شکل کلی نمودار فولاد را تغییر نداده و تنها آنها را به سمت راست جابه‌جا می‌کند. اثر مولیبدن به این صورت است که دماغه مربوط به تشکیل پرلیت را به مراتب بیشتر از دماغه مربوط به تشکیل باینیت به سمت راست جابه‌جا می‌کند. در صورتی که عناصری نظیر سیلیسیوم، منگنز و تنگستن تا دو درصد اثر بسیار کمی به روی تأخیر انداختن دگرگونی‌های متأثر از نفوذ دارند.